# Quintino
Quintino  è un nome proprio di persona italiano maschile.

## Varianti
- Femminili: Quintina[2]

### Varianti in altre lingue
- Basco: Kindin[3]
- Catalano: Quintí[3]
- Francese: Quentin[4][5]
- Inglese: Quentin[4][5], Quintin[4], Quinton[4], Quinten[4]

- Latino: Quintinus[3][4][5], Quinctinus[5]
  - Femminili: Quintina[4]
- Olandese: Quinten[4]
- Polacco: Kwintyn
- Portoghese: Quintino[4]

- Russo: Квинтин (Kvintin)
- Scozzese: Caointean
- Spagnolo: Quintín[3]

## Origine e diffusione
Analogamente a Quintilio e Quinziano, si tratta di un derivato del nome Quinto, per la precisione di un patronimico col significato di "relativo a Quinto", "della famiglia di Quinto". Ad oggi, può anche costituire un semplice diminutivo di Quinto.
Anticamente assai diffuso in Francia - nella forma Quentin - per via del culto di san Quintino di Amiens, venne portato in Inghilterra dai Normanni, dove diede vita anche a dei cognomi (specialmente per quanto riguarda la variante Quinton).

## Onomastico
L'onomastico si può festeggiare il 4 ottobre, in memoria di san Quintino (o Quinzio), ucciso presso Tours per aver rifiutato le avances della moglie di Clotario I, oppure il 31 ottobre in memoria di un altro san Quintino, predicatore ad Amiens e martire ad Augusta Viromanduorum (oggi San Quintino) sotto Massimiano.

## Persone

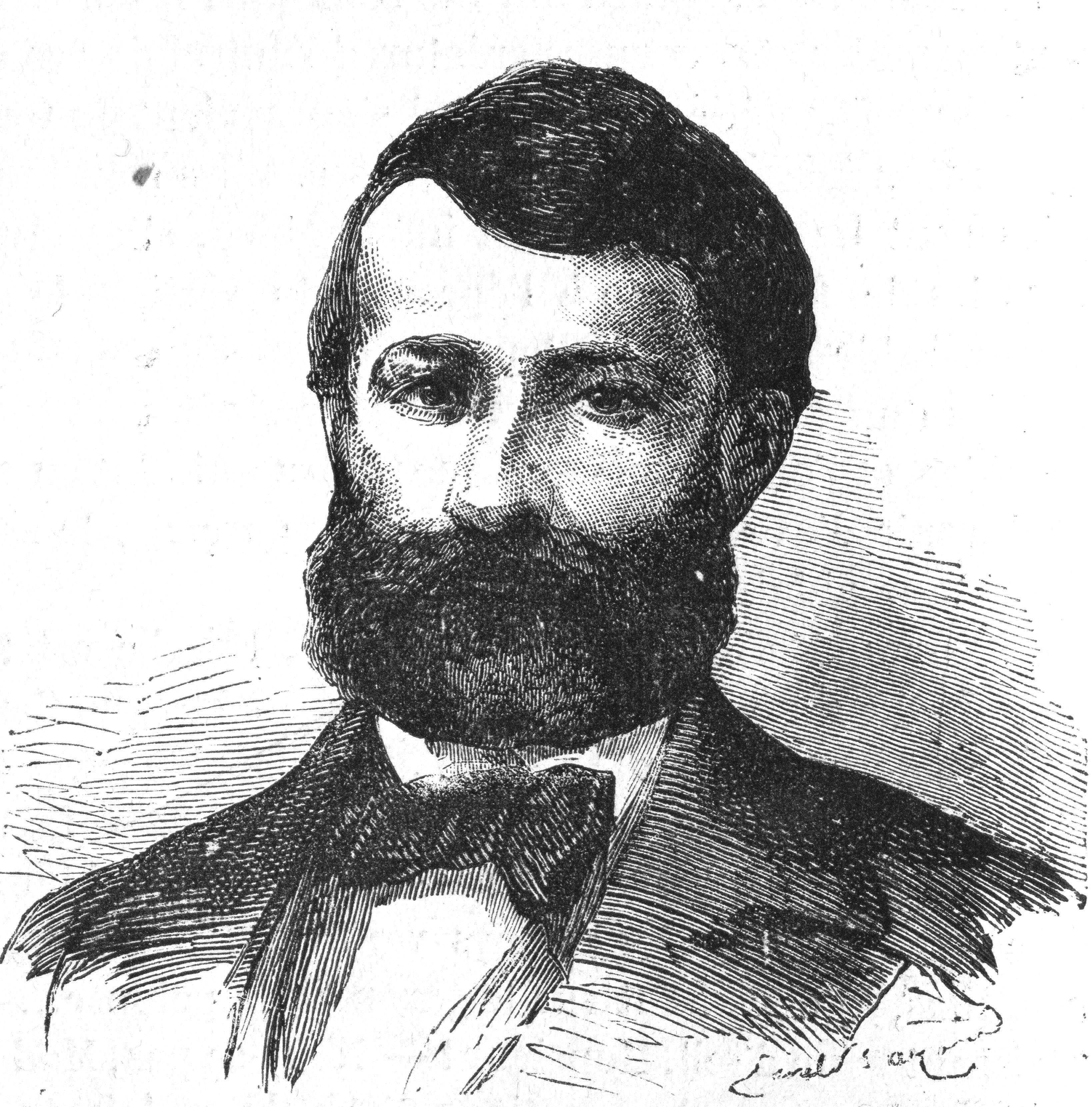
Quintino Sella

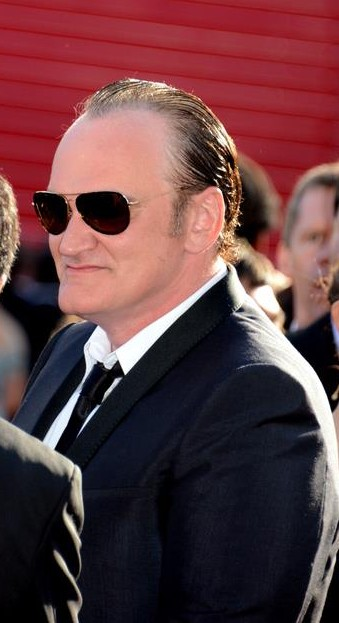
Quentin Tarantino

- Quintino Cataudella, filologo, latinista e grecista italiano
- Quintino Guanciali, scrittore e bibliotecario italiano
- Quintino Quagliati, archeologo e paleontologo italiano
- Quintino Scolavino, pittore italiano
- Quintino Sella, politico, mineralogista e alpinista italiano

### Variante Quentin
- Quentin Bell, storico dell'arte e scrittore britannico
- Quentin Blake, disegnatore, illustratore e scrittore britannico
- Quentin N. Burdick, politico statunitense
- Quentin Crisp, scrittore, modello e attore britannico
- Quentin Groves, giocatore di football americano statunitense
- Quentin Massys, pittore fiammingo
- Quentin Metsys il Giovane, pittore fiammingo
- Quentin Richardson, cestista e dirigente sportivo statunitense
- Quentin Tarantino, regista, sceneggiatore, attore e produttore cinematografico statunitense

### Variante Quinton
- Quinton Aaron, attore statunitense
- Quinton Carter, giocatore di football americano statunitense
- Quinton Jackson, artista marziale misto, wrestler e attore statunitense
- Quinton Ross, cestista statunitense

### Altre varianti
- Quintin Dailey, cestista statunitense
- Quintin Geldenhuys, rugbista a 15 sudafricano
- Quinten Van Den Berg, conosciuto come Quintino, disc jockey e produttore discografico olandese

## Il nome nelle arti
- Quentin Costa è un personaggio della serie televisiva Nip/Tuck.
- Quentin Durward è il protagonista dell'omonimo romanzo scritto da Walter Scott.
- Quentin Makepeace è un personaggio dei romanzi della Tetralogia di Bartimeus, scritta da Jonathan Stroud.
- Quentin Quire e Quentin Beck, più noti rispettivamente come Kid Omega e Mysterio, sono due personaggi dei fumetti Marvel Comics.
- Quentin Travers è un personaggio della serie televisiva Buffy l'ammazzavampiri.